# Challenge Tour
PGA European Challenge Tour är andra tour i PGA European Tour. Den har till syfte att ge spelare möjlighet att utvecklas och kvalificera sig till Europatouren. Touren omfattar ett 40-tal tävlingar i olika länder, bland annat i Sverige. Spelarna får tillgodoräkna sig poäng för golfens världsranking efter sin bästa placering på 15 tävlingar varav högst sju från sitt eget hemland. De tio bästa på tourens Order of Merit är direktkvalificerade för PGA European Tour efterföljande säsong.